# Konrad Granström
Konrad Granström est un gymnaste artistique suédois né le 21 octobre 1900 à Luleå et mort le 4 janvier 1982 à Stockholm.

## Biographie
Konrad Granström fait partie de l'équipe de Suède qui remporte la médaille d'or en système suédois par équipes aux Jeux olympiques d'été de 1920 se tenant à Anvers.